# Graphostromataceae
Graphostromataceae es una familia de hongos en el orden Xylariales. Es una familia monotípica que contiene el género Graphostroma, el cual a su vez contiene la especie Graphostroma platystoma.